# Thoughts of a Predicate Felon
Thoughts of a Predicate Felon is het debuutalbum van Amerikaanse rapper Tony Yayo, dat op 30 augustus 2005 werd uitgebracht. Het album verkocht 800.000 platen wereldwijd, en bereikte daarmee als eerste album onder G-Unit Records de platina status niet. Toch kreeg het album positieve reacties van het publiek. Veel G-Unit Records artiesten zijn te horen op de plaat: 50 Cent, Lloyd Banks, Young Buck, Olivia en Spider Loc. Onder andere Eminem, Dr. Dre en J.R. Rotem produceerden voor het album. De singles waren achtereenvolgens "So Seductive', "Curious" en "I Know You Don't Love Me".

## Tracklist
| #  | Titel                      | Gast(en)                          | Producer(s)                | Duur |
| -- | -------------------------- | --------------------------------- | -------------------------- | ---- |
| 1  | "Intro"                    |                                   |                            | 1:13 |
| 2  | "Homicide"                 |                                   | Domingo                    | 3:38 |
| 3  | "It Is What It Is"         | Spider Loc                        | Sebb                       | 5:00 |
| 4  | "Tattle Teller"            |                                   | Black Jeruz & Sha Money XL | 4:16 |
| 5  | "So Seductive"             | 50 Cent                           | Punch                      | 3:30 |
| 6  | "Eastside Westside"        |                                   | Focus                      | 2:47 |
| 7  | "Drama Setter"             | Eminem & Obie Trice               | Eminem                     | 5:03 |
| 8  | "We Don't Give A Fuck"     | Olivia, 50 Cent & Lloyd Banks     | J.R. Rotem                 | 3:41 |
| 9  | "Pimpin'"                  |                                   | LT Moe                     | 3:06 |
| 10 | "Curious"                  | Joe                               | Sam Sneed                  | 3:23 |
| 11 | "I'm So High"              | Kokane                            | DJ Khalil                  | 3:24 |
| 12 | "Love My Style"            |                                   | Megahertz                  | 4:08 |
| 13 | "Project Princess"         | Jagged Edge                       | Focus                      | 3:49 |
| 14 | "G-Shit"                   |                                   | Ron Browz                  | 3:45 |
| 15 | "I Know You Don't Love Me" | 50 Cent, Young Buck & Lloyd Banks | Studio 44                  | 3:55 |
| 16 | "Dear Suzie"               |                                   | Havoc                      | 3:07 |
| 17 | "Live By The Gun"          |                                   | Dr. Dre                    | 2:57 |

Studioalbums: Thoughts of a Predicate Felon

Singles: So Seductive · Curious · I Know You Don't Love Me

Gerelateerde artikels: G-Unit · G-Unit Records